# گاستون کامارا
گاستون کامارا (به انگلیسی: Gaston Camara)متولد ۳۱ مارس ۱۹۹۶ است او تاکنون در تیمهای اینتر میلان و باری بازی کرده‌است .